# Heinrich Heintzmann

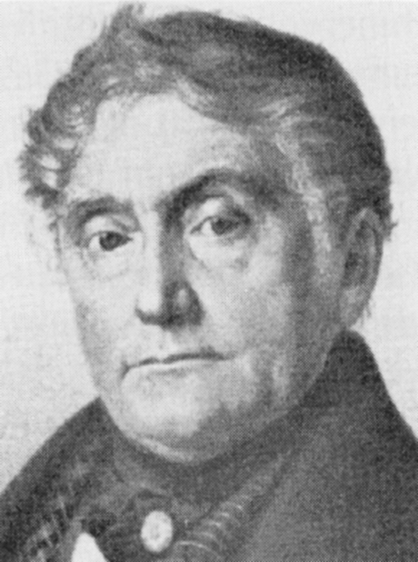
Heinrich Heintzmann

Heinrich Heintzmann, vollständiger Name Johann Heinrich Heintzmann, (* 30. September 1778 auf Haus Weile in Hattingen; † 17. Februar 1858 in Essen) war ein deutscher Bergbeamter,  Stadtrat der Stadt Essen und Direktor der Gesellschaft Verein.

## Leben und Wirken

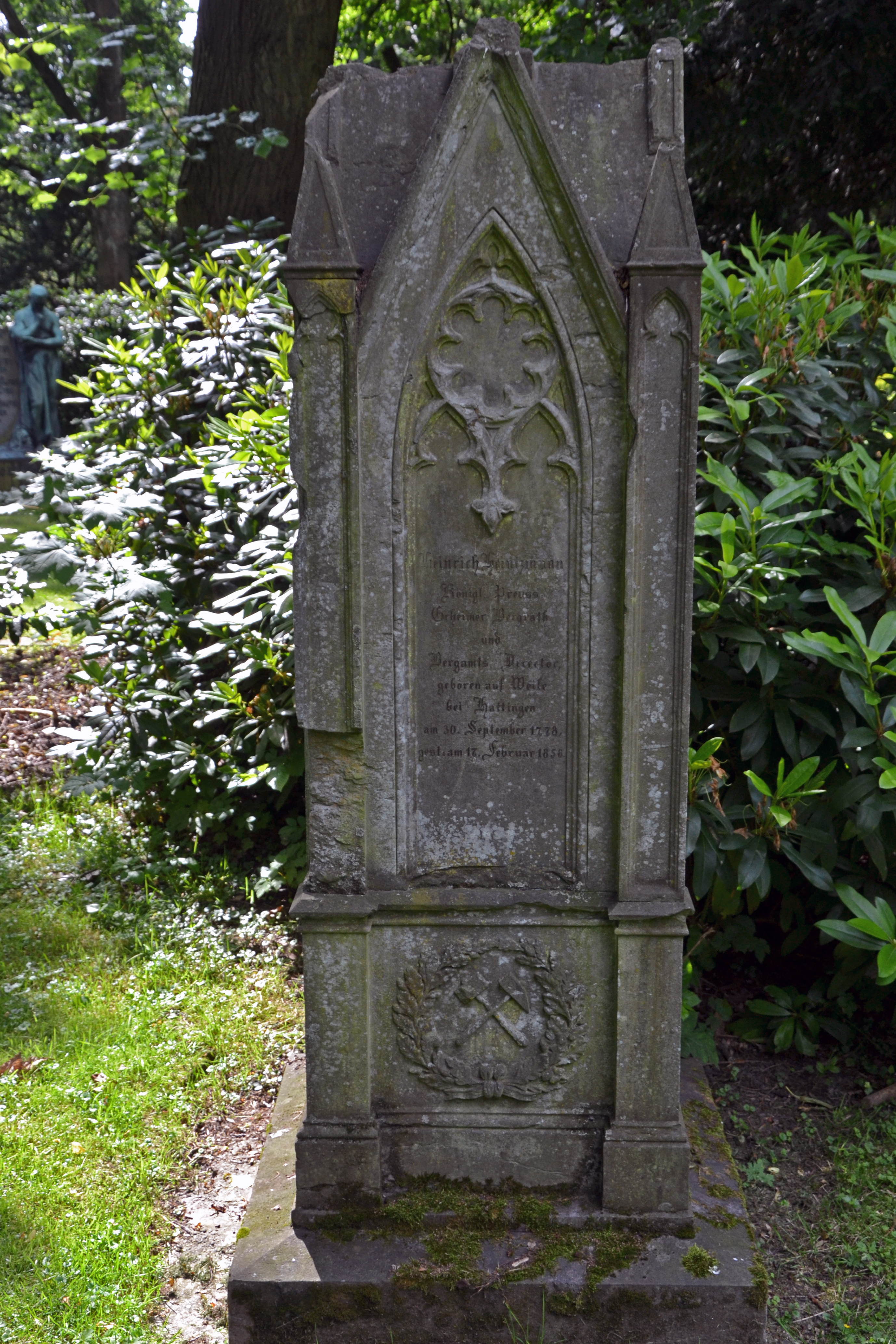
Grabmal auf dem Ostfriedhof in Essen

Geboren als Sohn des Bergrates Julius Philip Heintzmann (1745–1794) und dessen Ehefrau Dorothea Margaretha, geborene Basse (1745–1818), besuchte Heinrich Heintzmann das Gymnasium Hammonense in Hamm. Zudem erlernte er praktische Tätigkeiten im Bergbau. 1799 wurde er zum Bergeleven ernannt. Es folgte eine bergmännisch-wissenschaftliche Ausbildung an der Bergakademie Berlin. 
Heinrich Heintzmann wurde am 12. März 1800 als Bergexpectant dem schlesischen Oberbergamt überwiesen. In seiner weiteren Laufbahn beförderte ihn dessen Leiter, der Berghauptmann Graf von Reden, 1803 zum Obersteiger. Ein Jahr später leitete Heintzmann als Berggeschworener die staatlichen Steinkohlengruben in Oberschlesien. 1805 wurde er Mitglied des Bergamtes Tarnowitz mit Dienstsitz in Zabrze, darauf wurde er 1809 Oberberggeschworener und 1812 Bergmeister.
1821 wurde Heintzmann nach Essen versetzt, wo er von diesem Zeitpunkt an bis zum 31. Dezember 1857 das Essen-Werdensche Bergamt leitete. 1822 wurde er zum Bergrat ernannt, 1837 Oberbergrat und 1857 schließlich Geheimer Bergrat.
Von 1834 bis 1838 war er Stadtrat der Stadt Essen, wobei er das Mandat aufgrund einer Anordnung der vorgesetzten Behörde niederlegte. Zudem war Heintzmann Direktor der Gesellschaft Verein sowie von seiner Gründung 1829 bis 1856 Präses des Gefängnis-Hülfsvereins.
Die Beisetzung fand auf dem Friedhof am Kettwiger Tor in Essen statt. Mitte der 1950er Jahre wurde er auf den Essener Ostfriedhof umgebettet, da der Friedhof am Kettwiger Tor aus städtebaulichen Gründen aufgegeben wurde. In Essen erinnert seit 1902 die Heintzmannstraße in Altendorf an ihn.
Heinrich Heintzmanns Sohn war der Landgerichtsrat Edmund Heintzmann (1815–1890). Seine Tochter Emilie heiratet den Verleger Karl Baedeker und seine Tochter Clementine den königlich preußischen Justizpräsidenten Ludwig von Beughem.

## Auszeichnungen
1834 wurde Heinrich Heintzmann mit dem Roten Adlerorden IV. Klasse ausgezeichnet. Mit dem Ausscheiden aus dem Staatsdienst erhielt er den Roten Adlerorden III. Klasse mit Eichenlaub.